# Circoscrizione III Sud (Terni)
La III° Circoscrizione "Sud" è stata una delle tre suddivisioni amministrative del comune di Terni. Istituita nel 2009, con le elezioni del consiglio comunale a Terni del 2014 e a seguito della legge 42/2010 che ha soppresso le circoscrizioni per i comuni con una popolazione inferiore ai 250.000 abitanti ha cessato le proprie funzioni.

## Morfologia
Era divisa in 3 distretti, corrispondenti a 15 quartieri urbani e 1 frazione, sui quali insisteva la presenza di due delle precedenti circoscrizioni (Cervino e Ferriera): Cesure-Metelli, Campomicciolo, Le Grazie, Matteotti, Perticara-San Rocco, San Valentino, Valenza, Vallecaprina-Boccaporco, Cospea, Giardino, Italia, San Giovanni, Staino, Polymer-Campomaggio, Sabbione-Pantano, Collescipoli.

## Quartieri per popolazione
| #  | Denominazione           | Popolazione |
| -- | ----------------------- | ----------- |
| 1  | Campomicciolo           | 10.203 ab.  |
| 2  | Giardino                | 7.707 ab.   |
| 3  | San Giovanni            | 5.158 ab.   |
| 4  | Cospea                  | 4.886 ab.   |
| 5  | Le Grazie               | 3.331 ab.   |
| 6  | Cesure-Metelli          | 2.266 ab.   |
| 7  | San Valentino           | 2.139 ab.   |
| 8  | Italia                  | 2.101 ab.   |
| 9  | Matteotti               | 2.083 ab.   |
| 10 | Staino                  | 1.706 ab.   |
| 11 | Valenza                 | 1.239 ab.   |
| 12 | Polymer-Campomaggio     | 907 ab.     |
| 13 | Perticara-San Rocco     | 876 ab.     |
| 14 | Vallecaprina-Boccaporco | 655 ab.     |
| 15 | Collescipoli            | 313 ab.     |
| 16 | Sabbione-Pantano        | 279 ab.     |